# Palazzo Costaguti
Palazzo Costaguti är ett palats i Rom, beläget mellan Piazza Costaguti och Via dei Falegnami i Rione Sant'Angelo. Det uppfördes på 1500-talet och tillhörde Costanzo Patrizi, som var påvlig skattmästare och en ivrig konstsamlare. I början av 1600-talet renoverades palatset av arkitekten Carlo Lambardi. Vid Patrizis död 1624 övergick palatset i bankirfamiljen Costagutis ägo.
Palatsets interiör är rikt smyckad med fresker. 
| Rum                      | Konstnär                                |
| ------------------------ | --------------------------------------- |
| Sala di Ercole           | Giovanni Lanfranco, Sisto Badalocchio   |
| Corridoio delle Ore      | Sisto Badalocchio eller Giacinto Brandi |
| Sala di Arione           | Giovanni Francesco Romanelli            |
| Sala di Bacco e Arianna  | Pier Francesco Mola                     |
| Sala dei Mesi            | Taddeo Zuccari, Federico Zuccari        |
| Sala di Venere e Enea    | Cavalier d'Arpino                       |
| Sala di Apollo           | Domenichino, Agostino Tassi             |
| Sala di Rinaldo e Armida | Guercino, Agostino Tassi                |

## Bilder
| - Palazzo Costaguti (nummer 1015) på Giovanni Battista Nollis Rom-karta från år 1748. Ytterligare landmärken i urval: 753) Santa Maria del Pianto, 757) Santa Maria in Publicolis, 1012) Piazza Costaguti och 1016) Piazza Mattei. |